# Кропоткін Петро Миколайович
Петро́ Микола́йович Кропо́ткін (* 11 листопада (24 листопада за новим стилем) 1910, Москва — † 1996) — російський геолог.
Член-кореспондент АН СРСР (1966). Академік Російської АН (1992).

## Біографічні відомості
1932 року закінчив Московський геологорозвідувальний інститут імені Серго Орджонікідзе. Від 1959 року завідувач тектоно-геофізичної лабораторії Геологічного інституту АН СРСР.
1. ↑  Кропоткин Пётр Николаевич // Большая советская энциклопедия: [в 30 т.] / под ред. А. М. Прохорова — 3-е изд. — Москва: Советская энциклопедия, 1969.